# Stallhofen
Stallhofen ist eine Marktgemeinde mit 3211 Einwohnern (Stand 1. Jänner 2024) im Gerichtsbezirk bzw. Bezirk Voitsberg in der Steiermark (Österreich).

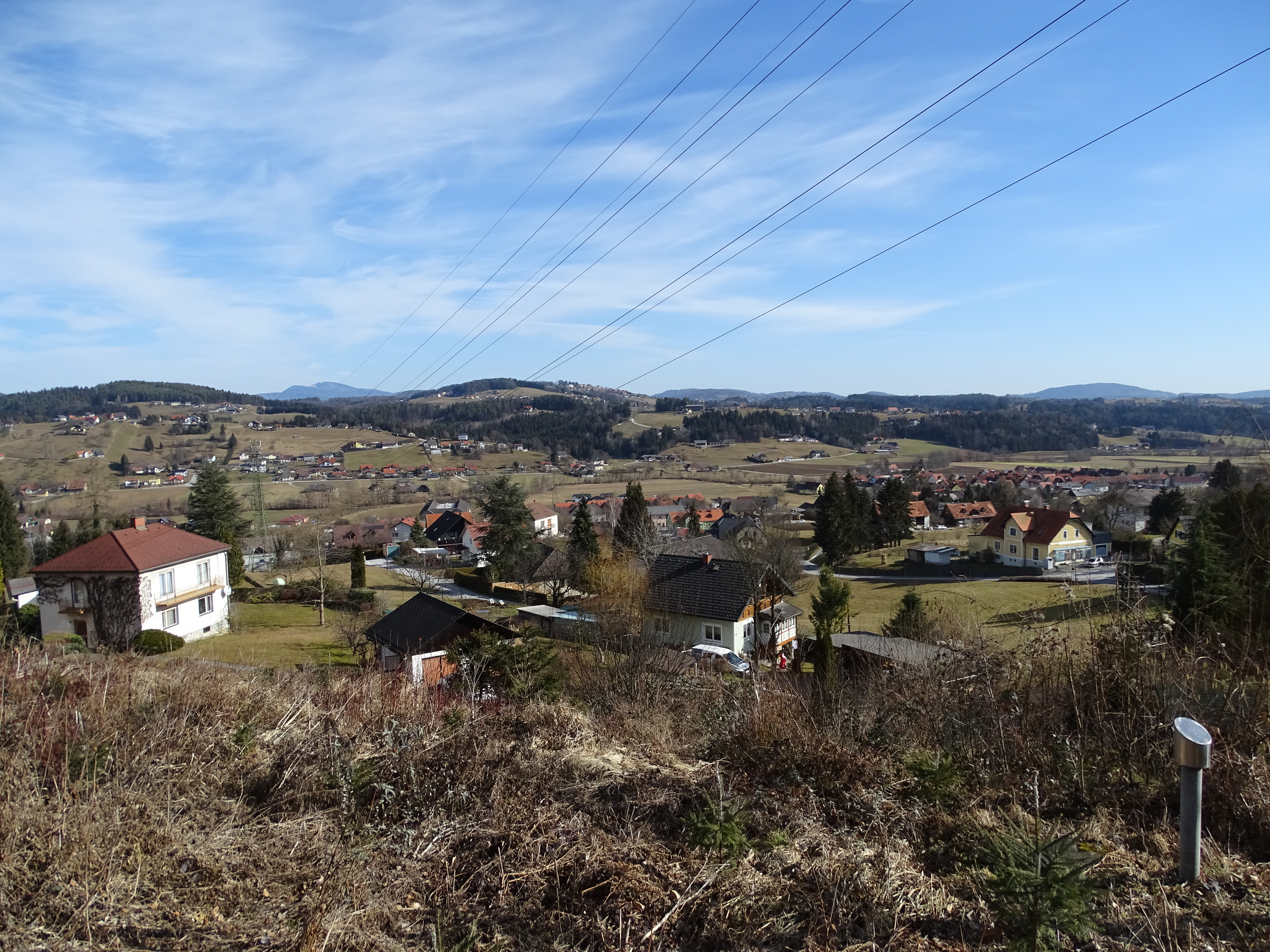
Blick von Westen auf Stallhofen.

## Geografie
Die Gemeinde liegt im mittleren Södingtal. Der tiefste Punkt im Süden liegt etwa 370 Meter über dem Meer, die bewaldeten Höhen im Westen erreichen 600 Meter, die im Osten über 700 Meter. Die Gemeindefläche beträgt 27 Quadratkilometer. Davon ist knapp die Hälfte landwirtschaftliche Nutzfläche, mehr als vierzig Prozent sind bewaldet.

### Gemeindegliederung
Das Gemeindegebiet umfasst folgende sieben Ortschaften (in Klammern Einwohnerzahl Stand 1. Jänner 2024):
- Aichegg (449)
- Bernau (250)
- Hausdorf (317)
- Kalchberg (395)
- Muggauberg (267)
- Raßberg (243)
- Stallhofen (1290)

Die Gemeinde besteht aus den Katastralgemeinden Aichegg, Kalchberg, Muggauberg, Raßberg und Stallhofen.

### Eingemeindungen
Mit 1. Jänner 1954 wurden die Gemeinden Raßberg und Stallhofen zur Gemeinde Stallhofen zusammengelegt.

### Nachbargemeinden
| Bärnbach             | Geistthal-Södingberg                        | Stiwoll (GU)          |
| Voitsberg            | Kompassrose, die auf Nachbargemeinden zeigt | Sankt Bartholomä (GU) |
| Krottendorf-Gaisfeld | Söding-Sankt Johann                         | Hitzendorf (GU)       |

## Geschichte
Die ältesten Funde in der Gemeinde stammen aus dem Ortsteil Aichegg mit Keramikresten aus der Urnenfelderzeit. Aus der Zeit der römischen Besatzung stammen ein Römerstein und Einzelfunde, ebenfalls aus Aichegg.
In der Mitte des 12. Jahrhunderts übergab das Benediktinerstift St. Lamprecht seine Besitzungen in Stallhofen dem Stift Rein. Dieses baute seine Besitztümer im mittleren und oberen Södingtal aus und bestimmte über mehrere Jahrhunderte das Leben der Bewohner.
Stallhofen wurde in früherer Zeit auch Stadlhofen genannt. Besitzungen hatten neben dem Stift Rein auch die Herrschaften von Blber und Altenberg.

### Bevölkerungsentwicklung

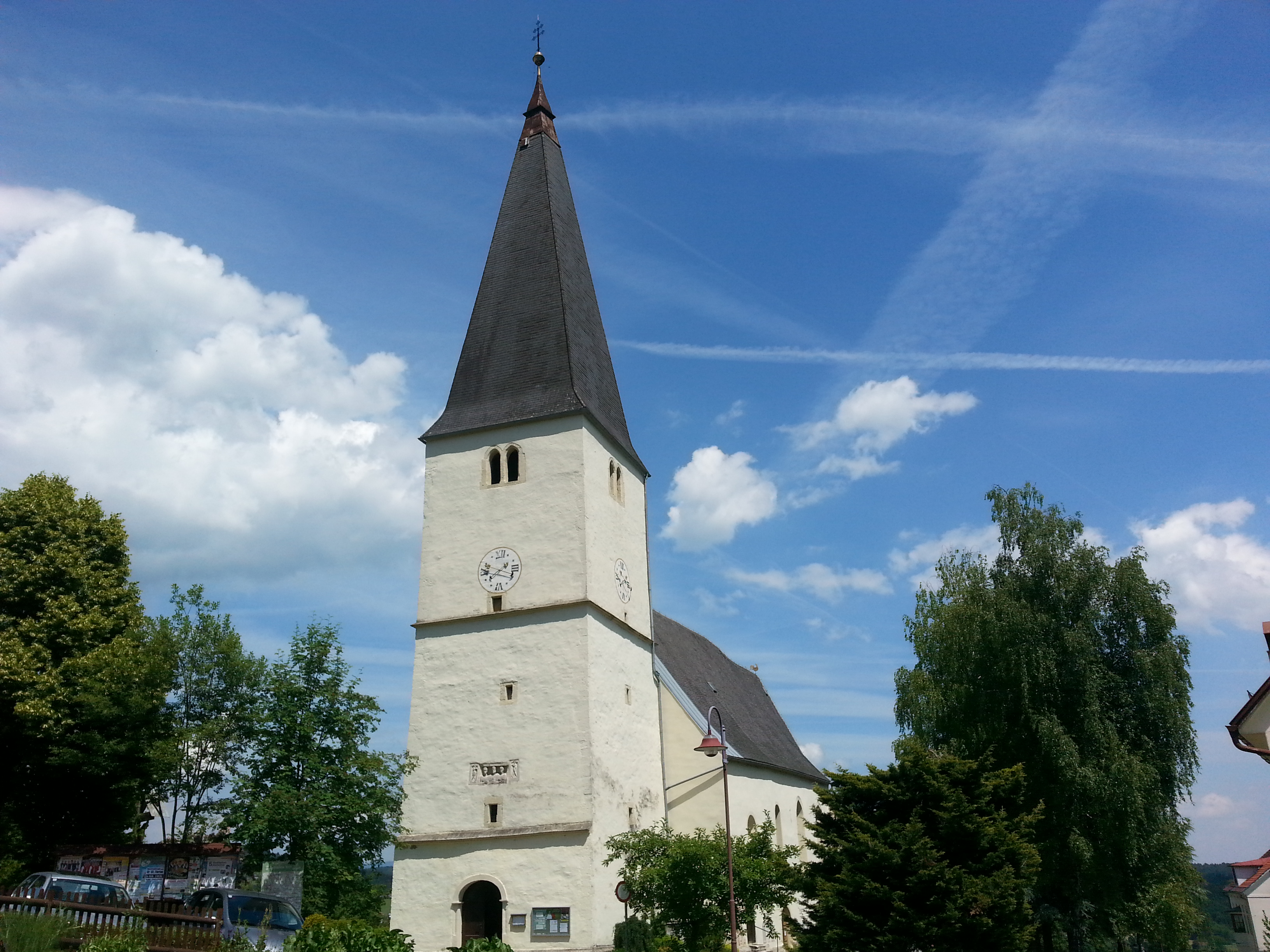
Pfarrkirche Stallhofen.

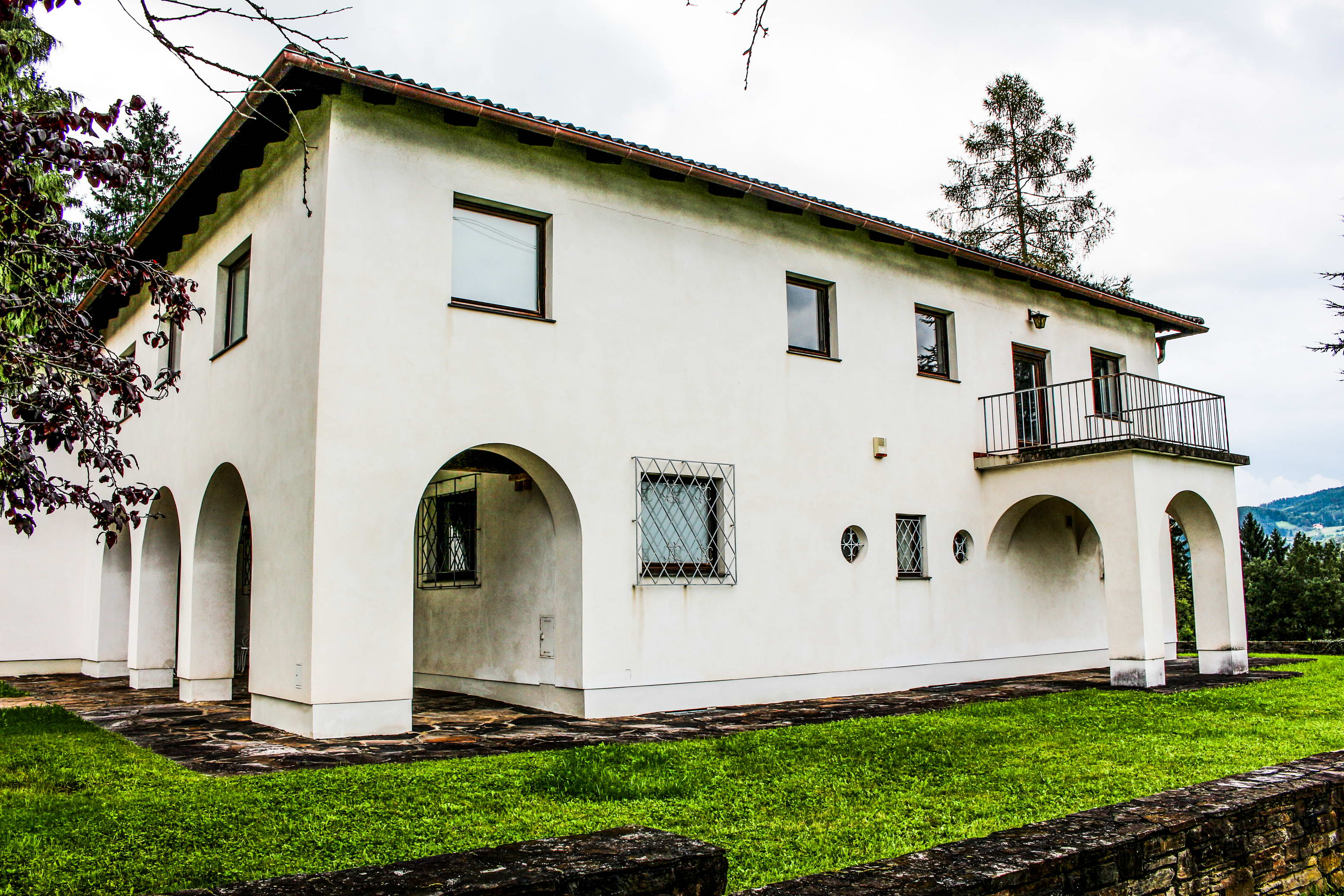
Ambrosi-Museum.

| Stallhofen: Einwohnerzahlen von 1869 bis 2024       | Stallhofen: Einwohnerzahlen von 1869 bis 2024 | Stallhofen: Einwohnerzahlen von 1869 bis 2024 | Stallhofen: Einwohnerzahlen von 1869 bis 2024 | Stallhofen: Einwohnerzahlen von 1869 bis 2024 |
| --------------------------------------------------- | --------------------------------------------- | --------------------------------------------- | --------------------------------------------- | --------------------------------------------- |
| Jahr                                                |                                               |                                               |                                               | Einwohner                                     |
| 1869                                                | 1869                                          |                                               | 2.041                                         | 2.041                                         |
| 1880                                                | 1880                                          |                                               | 2.130                                         | 2.130                                         |
| 1890                                                | 1890                                          |                                               | 2.098                                         | 2.098                                         |
| 1900                                                | 1900                                          |                                               | 2.135                                         | 2.135                                         |
| 1910                                                | 1910                                          |                                               | 2.189                                         | 2.189                                         |
| 1923                                                | 1923                                          |                                               | 2.286                                         | 2.286                                         |
| 1934                                                | 1934                                          |                                               | 2.452                                         | 2.452                                         |
| 1939                                                | 1939                                          |                                               | 2.287                                         | 2.287                                         |
| 1951                                                | 1951                                          |                                               | 2.397                                         | 2.397                                         |
| 1961                                                | 1961                                          |                                               | 2.483                                         | 2.483                                         |
| 1971                                                | 1971                                          |                                               | 2.627                                         | 2.627                                         |
| 1981                                                | 1981                                          |                                               | 2.734                                         | 2.734                                         |
| 1991                                                | 1991                                          |                                               | 3.005                                         | 3.005                                         |
| 2001                                                | 2001                                          |                                               | 3.044                                         | 3.044                                         |
| 2011                                                | 2011                                          |                                               | 3.146                                         | 3.146                                         |
| 2021                                                | 2021                                          |                                               | 3.186                                         | 3.186                                         |
| 2024                                                | 2024                                          |                                               | 3.211                                         | 3.211                                         |
| Quelle(n): Statistik Austria, Gebietsstand 1.1.2021 |                                               |                                               |                                               |                                               |

## Kultur und Sehenswürdigkeiten
- Pfarrkirche: dem Hl. Nikolaus geweiht. Die Kirche ist das älteste erhaltene Gebäude des Ortes. Sie weist Baustile aus 3 Epochen (Romanik, Spätgotik, Barock) auf. Der älteste Teil mit einer hölzernen Flachdecke zwischen Turm und Vorderschiff, ursprünglich romanisch, um 1520 durch ein gotisches Gewölbe ersetzt. In dieser Zeit kam auch das Presbyterium dazu. Ende 16., Anfang 17. Jahrhundert wurde ein 45 Meter hoher, mit Schießscharten ausgerüsteter Wehrturm errichtet. Heute ist der Turm auch gleichzeitig der Kirchturm.
- Gustinus Ambrosi-Museum: der österreichische Bildhauer und Dichter Gustinus Ambrosi (1893–1975) entwarf einen eigenen Alterswohnsitz in Stallhofen; in dem Bau befindet sich heute das Gustinus Ambrosi-Museum
- Krampusmuseum und Antiquitätenmuseum: beide Museen befinden sich im Gasthof Rößl (Kirchenwirt)

## Wirtschaft und Infrastruktur

### Wirtschaftssektoren
Von den 203 landwirtschaftlichen Betrieben des Jahres 2010 wurden 48 im Haupt-, 144 im Nebenerwerb, zehn von Personengemeinschaften und eine von einer juristischen Person geführt. Im Produktionssektor waren 24 Baufirmen und acht Betriebe im Bereich Warenherstellung tätig. Die größten Arbeitgeber des Dienstleistungssektors waren die Bereiche soziale und öffentliche Dienste (133), Handel (88) und freiberufliche Dienstleistungen (69 Erwerbstätige).
| Wirtschaftssektor            | Anzahl Betriebe | Anzahl Betriebe | Anzahl Betriebe | Erwerbstätige | Erwerbstätige | Erwerbstätige |
| Wirtschaftssektor            | 2021            | 2011            | 2001            | 2021          | 2011          | 2001          |
| ---------------------------- | --------------- | --------------- | --------------- | ------------- | ------------- | ------------- |
| Land- und Forstwirtschaft 1) | 94              | 203             | 244             | 140           | 110           | 94            |
| Produktion                   | 25              | 32              | 17              | 120           | 300           | 168           |
| Dienstleistung               | 127             | 102             | 78              | 465           | 357           | 240           |

1) Betriebe mit Fläche in den Jahren 2010 und 1999, Arbeitsstätten im Jahr 2021
| Im Jahr 2011 lebten 1562 Erwerbstätige in Stallhofen. Davon arbeiteten 344 in der Gemeinde, mehr als drei Viertel pendelten aus. - Feuerwehr: Die Freiwillige Feuerwehr ist mit rund 100 Mitgliedern, fünf Fahrzeugen, sowie einem Jetboot ebenfalls in Stallhofen vertreten. Stallhofen gilt dabei als Wasserdienststützpunkt des Bezirks Voitsberg. - Polizei: In Stallhofen befand sich bis zu deren Auflassung Ende Juni 2014 eine von sieben Polizeiinspektionen des Bezirkspolizeikommandos Voitsberg. | Hier fehlt eine Grafik, die leider im Moment aus technischen Gründen nicht angezeigt werden kann. Wir arbeiten daran! |

## Politik

### Gemeinderat
In den Gemeinderat werden 21 Mandatare gewählt:
| Partei | 2020    | 2020    | 2015  | 2015    | 2010    | 2005    |
| Partei | Prozent | Mandate | %     | Mandate | Mandate | Mandate |
| ------ | ------- | ------- | ----- | ------- | ------- | ------- |
| ÖVP    | 60,45   | 13      | 68,19 | 15      | 15      | 15      |
| SPÖ    | 12,27   | 2       | 10,25 | 2       | 3       | 4       |
| FPÖ    | 17,78   | 4       | 21,56 | 4       | 2       | 2       |
| GRÜNE  | 9,51    | 2       | -     | -       | -       | -       |
| BZÖ    | -       | -       | -     | -       | 1       | -       |

### Bürgermeister
- 2014–2025 Franz Feirer (ÖVP)[16]
- seit 2025 Günter Jantscher (ÖVP)[17]

### Wappen
Die Verleihung des Gemeindewappens erfolgte mit Wirkung vom 1. Juli 1985.

Wappenbeschreibung: In Blau ein goldgesäumter roter Pfahl, darin über einem wachsenden goldenen Abtstab drei goldene Kugeln im Dreipass.
Entwurf: Johann Schlack, Stallhofen

## Persönlichkeiten

### Söhne und Töchter der Gemeinde
- Fritz Amreich (1895–1945), Politiker (NSDAP)
- Adolf Pinegger (1928–2014), Politiker (ÖVP)

### Mit der Gemeinde verbundene Persönlichkeiten
- Gustinus Ambrosi (1893–1975), Bildhauer und Lyriker
- Gunter Hadwiger (1949–2021), Politiker (FPÖ)
- Martin Harrer (* 1992), Fußballspieler
- Hugo von Schauer (1862–1920), Jurist, Justizminister 1917–1918